# Ralf Brudel
Ralf Brudel (n. 6 februarie 1963, Potsdam, RDG) este un canotor ce a reprezentat Germania, medaliat olimpic. A participat la 2 ediții ale Jocurilor Olimpice (1988, 1992) în care a câștigat o medalie de aur și o medalie de argint.